# CAGE FORCE (2009年9月)
CAGE FORCE（ケージ・フォース）は、日本の総合格闘技団体「CAGE FORCE」の大会の一つ。2009年9月12日、東京都江東区有明のディファ有明で開催された。

## 大会概要
メインイベントでは廣田瑞人が返上したCAGE FORCEライト級王座決定戦で弘中邦佳と児山佳宏が対戦し、弘中がKO勝ちを収め王座を獲得した。

## 試合結果

### プレリミナリー・ファイト
第1試合 フェザー級 3分3R
○  津田勝憲 vs.  斉藤洋二 ×
1R 2:54 TKO
第2試合 ライト級 3分3R
○  徳留一樹 vs.  藤本新 ×
1R 2:01 腕ひしぎ十字固め
第3試合 ウェルター級 3分3R
○  寺本大輔 vs.  Yousuke ×
失格（体重超過）
第4試合 フェザー級 3分3R
○  好川統 vs.  正木徳栄 ×
1R 2:23 チョークスリーパー

### 本戦カード
第1試合 VALKYRIEルール 女子フェザー級 3分3R
○  高林恭子 vs.  内藤晶子 ×
1R 2:25 TKO（レフェリーストップ：マウントパンチ）
第2試合 バンタム級 3分3R
○  小林聖人 vs.  杉島大輔 ×
3R終了 判定3-0
第3試合 バンタム級 3分3R
○  松永"ちゃいるど"義弘 vs.  西村広和 ×
3R終了 判定3-0
第4試合 フェザー級 5分3R
○  高橋渉 vs.  市川ランデルマン ×
1R 3:48 腕ひしぎ十字固め
第5試合 ライト級 5分3R
○  金原泰義 vs.  KG心斗 ×
1R 0:55 TKO（レフェリーストップ：パウンド）
第6試合 フェザー級 5分3R
○  美木航 vs.  谷口智則 ×
3R 4:36 チョークスリーパー
第7試合 CAGE FORCEライト級王座決定戦 5分3R
○  弘中邦佳 vs.  児山佳宏 ×
1R 4:27 KO（左フック→パウンド）
※弘中が王座獲得に成功。